# Emmanuel Acho
Emmanuel Cinedum Acho (Dallas, 10 novembre 1990) è un ex giocatore di football americano statunitense che ha militato nel ruolo di linebacker nella National Football League (NFL). Fu scelto dai Cleveland Browns nel corso del sesto giro (204º assoluto) del Draft NFL 2012. Al college ha giocato a football coi Texas Longhorns. È il fratello di Sam Acho, linebacker anch'egli nella NFL.

## Carriera professionistica

### Cleveland Browns
Il 28 aprile 2012, Acho fu scelto nel corso del sesto giro (204º assoluto) del Draft NFL 2012 dai Cleveland Browns. Un infortunio alla gamba lo costrinse a perdere tutta la sua prima annata.

### Philadelphia Eagles
L'11 aprile 2013, Acho fu scambiato coi Philadephia Eagles per il running back Dion Lewis.

## Statistiche
| Partite totali | 20 |